# Arènes de Saint-Laurent-d'Aigouze
Les arènes de Saint-Laurent-d'Aigouze, ou arènes Guy-Hugon, sont les arènes de la commune de Saint-Laurent-d'Aigouze, dans le département français du Gard. Elles ont une capacité de plus de 1100 personnes.

## Présentation
Selon l'étude de Frédéric Saumade « dans la région du Bas Languedoc Oriental, chaque village ou presque possède des arènes traditionnellement implantées sur la place centrale. C'est là qu'étaient
autrefois rassemblées et mises bout à bout les charrettes des villageois délimitant
ainsi une piste de fortune, le bouau, dans laquelle évoluaient taureaux et raseteurs
amateurs. Peu à peu, la tauromachie camarguaise se formalisant et se codifiant, des arènes ont été construites au début du XXe siècle pour les unes, dans les années 1930 ou 1950 pour les autres. pour les autres. Plus ou moins maçonnées, constituées généralement
de tubulures et de planches qui en assurent la structure, elles n'ont qu'une esthétique
fonctionnelle, mais leur emplacement dans le cœur du village, la forme irrégulière de
leur piste, l'ombre des platanes, la proximité des cafés font de cet endroit consacré à
la course, un lieu de sociabilité, d'échanges, de vie. Ainsi à Marsillargues (Hérault) et
à Saint-Laurent-d'Aigouze (Gard), la grand-place est équipée d'une piste de jeu et de
gradins encadrés par des cafés et des bâtiments publics . »
Le toril la présidence sont adossés à l'église, et une tribune y est réservée au troisième âge.
Elles ont un « intérêt ethnologique pour la tradition culturelle de la bouvine en Bas-Languedoc » selon la fiche de la base Mérimée.
Elles sont inscrites sur la liste des monuments historiques à protéger depuis le 10 décembre 1993, en particulier le toril et la place.
Elles ont été réhabilitées en 2008.